# Chickasawer
Chickasawerna utgör en stam av amerikanska urinvånare som tillhörde de fem civiliserade nationerna tillsammans med cherokeser, choctawer, creeker och seminoler. De talar ett språk som hör till de muskogeanska språken. Deras traditionella territorier låg i Sydöstra USA, i Mississippi, Alabama, and Tennessee. Strax innan den europeiska koloniseringen drog stammen västerut och bosatte sig väster om Mississippifloden.

## Ursprung
Chickasawerna bodde ursprungligen vid Tennesseeflodens stränder, väster om Huntsville, Alabama. Strax före att de vita kom flyttade de till Mississippifloden och blev kvar där ända tills de blev tvingade att flytta till Oklahoma, där de flesta chickasawer nu lever. Man tror att de är nära besläktade med choctawerna. Namnet Chickasaw tros komma av den engelska stavningen av ordet Chikasha, som betyder rebell.
Chickasawerna är indelade i två grupper: "Impsaktea" och "Intcutwalipa" och de bodde i små byar i Mississippi. 
Den första europeiska kontakten de hade var år 1540, när den spanske upptäckaren Hernando de Soto träffade på dem och fick bo i en av deras städer. Men efter några dispyter attackerade chickasawerna de Sotos expedition och de gav sig snart av. Chickasawerna började handla med den nyupprättade brittiska kolonin Carolina som grundades år 1670. Av engelsmännen fick chickasawerna vapen som de använde för att attackera sina fiender choctawerna och fransmännen.
Mellan år 1855 och 1907 hade chickasawnationen sitt högkvarter i sin huvudstad i Tishomingo, Oklahoma. I dag finns det ungefär 38 000 chickasawer, varav de flesta är bosatta i Oklahoma.

## Kända Chickasawer
- Molly Culver, skådespelerska
- Bee Ho Gray, skådespelare
- John Herrington, NASA-astronaut, den första indianen i rymden.
- Hulk Hogan, wrestler